# Jackie Sandler
Jacqueline Titone, connue sous son nom marital Jackie Sandler, est une actrice américaine, née le 24 septembre 1974 à Coral Springs, en Floride.

## Biographie
Jacqueline Samantha Titone naît le 24 septembre 1974 à Coral Springs, en Floride. 

### Vie privée
En tant qu'actrice débutante, Jackie Titone fait une apparition dans le film Big Daddy en 1999, où elle rencontre Adam Sandler. Elle se marie avec lui le 22 juin 2003. 
Ils ont deux filles : Sadie Madison Titone-Sandler, née le 6 mai 2006, et Sunny Madeline Titone-Sandler, née le 2 novembre 2008.

## Filmographie
- 1999 : Big Daddy : la serveuse et danseuse
- 1999 : Deuce Bigalow : Gigolo à tout prix : Sally
- 2000 : Little Nicky : Jenna « un ange »
- 2002 : Les 8 folles nuits d'Adam Sandler : voix de Jennifer
- 2003 : Un duplex pour trois : la serveuse strip-teaseuse
- 2004 : Amour et Amnésie : la dentiste
- 2006 : La Revanche des losers : une cliente
- 2007 : Quand Chuck rencontre Larry : la professeur
- 2008 : Histoires enchantées : Jacqueline
- 2009 : Paul Blart : super vigile : Victoria
- 2010 : Copains pour toujours : la femme de Tardio
- 2011 : Le Mytho : Veruca
- 2012 : Crazy Dad : une masseuse
- 2013 : Copains pour toujours 2 (Grown Ups 2) : Jackie Tardio
- 2015 : The Ridiculous 6 de Frank Coraci : Never Wears Bra (« N'a Pas De Soutif »)
- 2016 : The Do-Over de Steven Brill : Joan
- 2017 : Sandy Wexler de Steven Brill : Amy
- 2020 : The Wrong Missy de Tyler Spindel : Jess
- 2020 : Hubie Halloween de Steven Brill : Tracy Phillips
- 2022 : Home Team de Charles Francis Kinnane : Beth
- 2023 : Gangsters par alliance (The Out-Laws) de Tyler Spindel : Kay
- 2025 : Baby Bluff (The Out-Laws) de Tyler Spindel : La professeur de yoga
- 2025 : Happy Gilmore 2 de Kyle NEWACHECK: Monica